# Liste der Auslandsvertretungen Trinidad und Tobagos

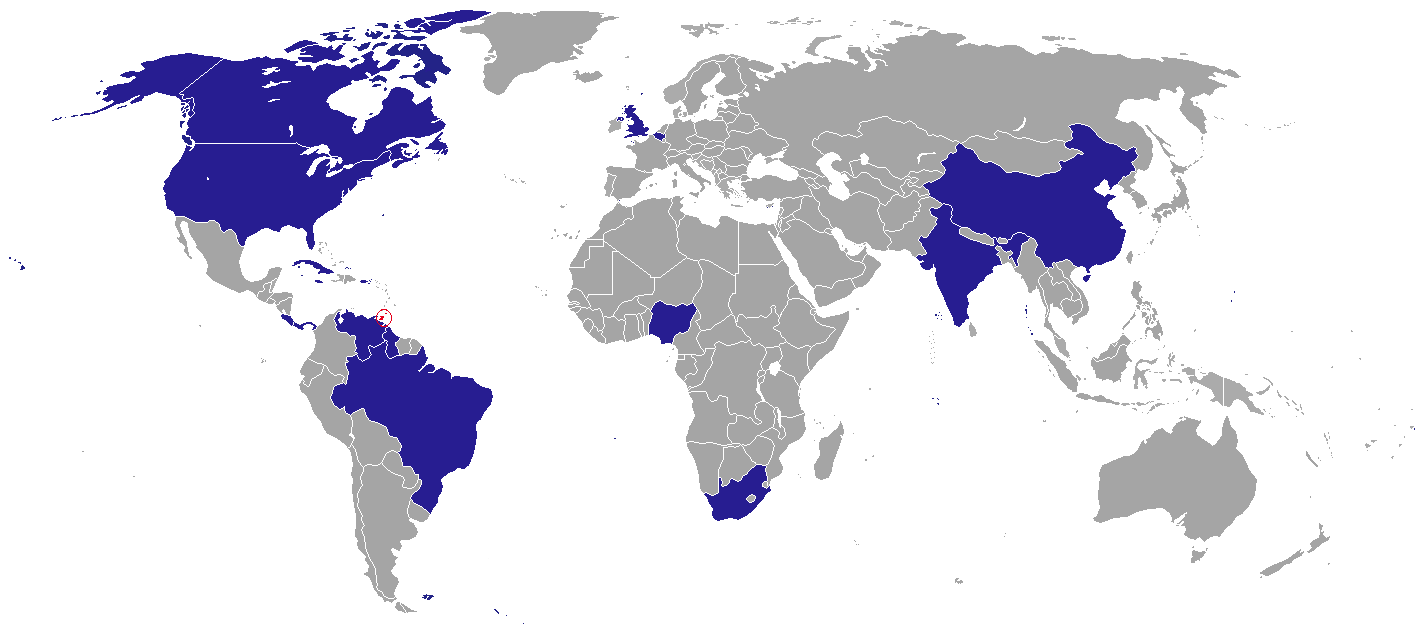
Standorte der diplomatischen Vertretungen Trinidad und Tobagos

Dies ist eine Liste der diplomatischen und konsularischen Vertretungen Trinidad und Tobagos.

## Diplomatische und konsularische Vertretungen

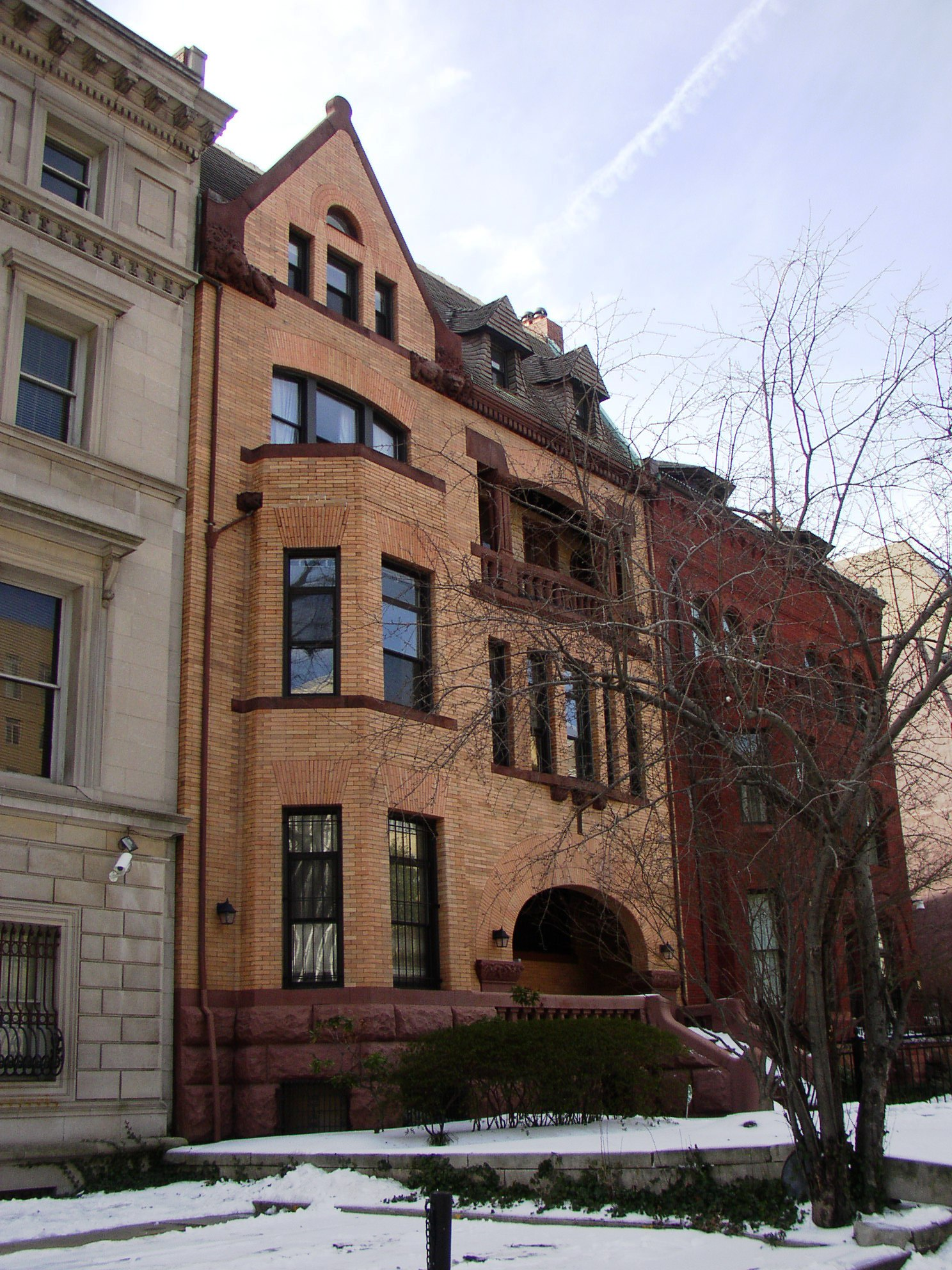
Botschaft von Trinidad und Tobago in Washington, D.C.

### Afrika
- Nigeria: Abuja, Hohe Kommission
- Südafrika: Pretoria, Hohe Kommission

### Asien
- Volksrepublik China: Peking, Botschaft
- Indien: Neu-Delhi, Hohe Kommission

### Europa
- Belgien: Brüssel, Botschaft
- Vereinigtes Königreich: London, Hohe Kommission

### Nordamerika
| - Costa Rica: San José, Botschaft - Jamaika: Kingston, Hohe Kommission - Kanada: Ottawa, Hohe Kommission - Kanada: Toronto, Generalkonsulat - Kuba: Havanna, Botschaft | - Panama: Panama-Stadt, Botschaft - Vereinigte Staaten: Washington, D.C., Botschaft - Vereinigte Staaten: Miami, Generalkonsulat - Vereinigte Staaten: New York, Generalkonsulat |

### Südamerika
- Brasilien: Brasília, Botschaft
- Guyana: Georgetown, Botschaft
- Venezuela: Caracas, Botschaft

## Vertretungen bei internationalen Organisationen
- Vereinte Nationen: New York, Ständige Mission
- Vereinte Nationen: Genf, Ständige Mission
- OAS: Washington, D.C., Ständige Mission
- Europäische Union: Brüssel, Mission